# 希爾頓尼亞 (喬治亞州)
希爾頓尼亞（英語：Hiltonia）是一個位於美國喬治亞州斯克里文縣的城市。

## 地理
希爾頓尼亞的座標為32°52′56″N 81°39′34″W / 32.88222°N 81.65944°W，而該地的平均海拔高度為55米（即180英尺）。

## 人口
根據2010年美國人口普查的數據，希爾頓尼亞的面積為4.50平方千米，當中陸地面積為4.50平方千米，而水域面積為0.00平方千米。當地共有人口342人，而人口密度為每平方千米76人。